# André Skiadas
André Skiadas (Quito, Provincia de Pichincha, 29 de octubre de 1986) es un futbolista ecuatoriano. Juega de volante y actualmente se encuentra en el Fort Lauderdale Strikers.

## Trayectoria
Debutó en Liga Deportiva Universitaria de Quito, su travesía por el elenco albo ocurrió en 2004, temporada en que se conformó un gran equipo, y donde lamentablemente no tuvo un lugar asegurado ante jugadores de la talla de Álex Aguinaga o Elkin Murillo, por citar solo a algunos referentes de aquel plantel. Sin oportunidades, Skiadas miró desde el banquillo el juego desplegado por LDU en la primera parte del torneo ecuatoriano y en la Copa Libertadores de América, para luego ser prestado al Sociedad Deportivo Quito, donde jugó pocos encuentros con el plantel principal. Sin embargo, es en la Sub-20 del club azulgrana donde obtiene mayor continuidad.
Posteriormente, en 2006, es traspasado al Centro Cultural y Deportivo El Tanque Sisley, de la Segunda División de Uruguay, donde por primera vez se pudo afianzar, muchas veces saliendo como titular y en otras ocasiones ingresando en los segundos tiempos. Así, en 2008, tras culminar su pequeña aventura por el fútbol charrúa, Skiadas pasó al modesto Ethnikos Katerini de la Gamma Ethniki, que viene a ser la Tercera División del fútbol helénico; su periplo solo duró un año. Tras ello, retornó a su país natal para jugar por el Manta FC, que recién había ascendido de la Serie B de Ecuador: sus actuaciones con el elenco celeste fueron escasas.
Luego pasó a ser parte del León de Huánuco de Perú en la temporada 2010-2011 donde tuvo poca oportunidad en el club del cual sale y regresa a su país natal a jugar en el Centro Deportivo Olmedo la temporada 2014 y con el Sociedad Deportivo Quito la temporada 2015.
Finalmente en el 2016 Fue fichado por el Fort Lauderdale Strikers de la North American Soccer League (2011) donde milita actualmente.

## Clubes
| Club              | País           | Año       |
| ----------------- | -------------- | --------- |
| Liga de Quito     | Ecuador        | 2004      |
| Deportivo Quito   | Ecuador        | 2004-2005 |
| El Tanque Sisley  | Uruguay        | 2006-2007 |
| Ethnikos Katerini | Grecia         | 2008-2009 |
| Manta             | Ecuador        | 2009      |
| León de Huánuco   | Perú           | 2010-2011 |
| Olmedo            | Ecuador        | 2014      |
| Deportivo Quito   | Ecuador        | 2015      |
| Strikers          | Estados Unidos | 2016      |